# Victor Agbanou
Victor Agbanou (ur. 23 grudnia 1945 w Lokossie) – beniński duchowny rzymskokatolicki, w latach 2000–2023 biskup Lokossy, od 2016 przewodniczący Konferencji Episkopatu Beninu.

## Życiorys

### Prezbiterat
Święcenia kapłańskie przyjął 10 sierpnia 1974. Po święceniach kontynuował naukę na uniwersytecie w Lomé, gdzie zdobył w 1977 tytuł licencjacki z filologii angielskiej. Następnie wyjechał do Niemiec, by doktoryzować się z egzegezy Pisma Świętego.
W 1982 powrócił do Beninu i został profesorem seminarium w Ouidah, zaś cztery lata później rozpoczął wykłady na uniwersytecie w Abidżanie. Od 1988 uczył także w nowicjacie Sióstr Służebnic Światłości Chrystusa w Sè.

### Episkopat
5 lipca 2000 papież Jan Paweł II mianował go biskupem Lokossy. Sakry biskupiej udzielił mu 4 listopada tegoż roku ówczesny dziekan Kolegium Kardynalskiego, kard. Bernardin Gantin.
26 października 2016 został wybrany przewodniczącym benińskiej Konferencji Episkopatu.
4 marca 2023 papież Franciszek przyjął jego rezygnację z pełnionego urzędu, złożoną ze względu na wiek.